# 铁佛镇 (盱眙县)
铁佛镇，是中华人民共和国江苏省淮安市盱眙县下辖的一个乡镇级行政单位。2018年7月并入鲍集镇。

## 行政区划
铁佛镇下辖以下地区：
铁佛社区、邓圩社区、新圩村、花园嘴村、杨滩村、召四村、李圩村、召五村、召六村、河洪村、赵圩村、仙墩村、西巷村和邹黄村。